# Radnay Miklós
Muraközi Radnay Miklós, névváltozata: Radnay-Rózsay Miklós (Budapest, 1900. március 29. – 1945. május 15.) magyar festő, grafikus.

## Élete
Radnay-Rózsay Károly (1864–1945) szénnagykereskedő és Frank Ella (1873–1945) fia. Tanulmányait a budapesti Képzőművészeti Főiskolán folytatta, ahol mestere Réti István volt. Ezt követően Feiks Jenő szabadiskolájában és Fényes Adolfnál képezte magát. Elsősorban sportképeket, portrékat festett naturalista stílusban, illetve kompozíciós kérdések érdekelték. Több éven át a szolnoki művésztelep tagja volt. 1928-ban a Nemzeti Szalonban, 1930-ban a Fészek Klubban szerepelt kollektív kiállításokon. 1938-ban portrét készített a Magyarországra látogató Anna-Maria Guglielmetti olasz opera-énekesnőről. Több műve megtalálható a Magyar Nemzeti Galéria gyűjteményében. Részt vett a Munkácsy-céh és az Ernst Múzeum tárlatain is. Külföldi reprezentatív kiállításokon számos munkájával jelentős sikert aratott.

## Magánélete
Első házastársa Czank Ilona volt, akivel 1924. június 25-én kötött házasságot, ám 1935-ben elváltak. Második felesége Fröhlich Adél volt, akivel 1938. május 8-án kötött házasságot.